# Llista de sabadellencs

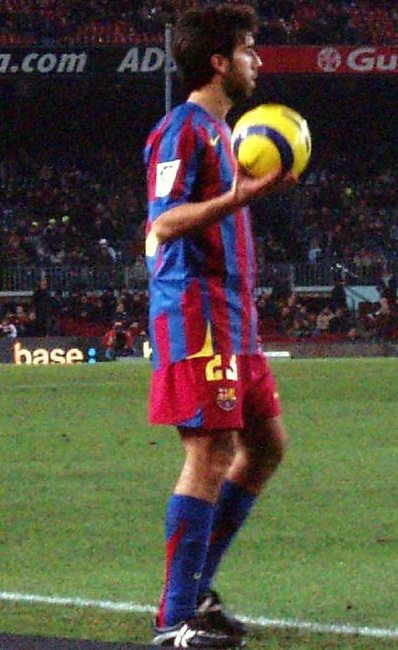
Oleguer Presas, exfutbolista del Barça i l'Ajax

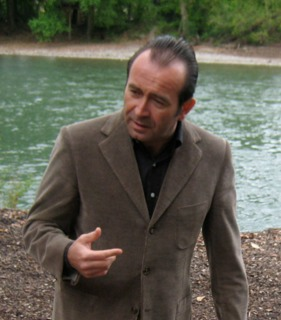
Miquel Calçada, més conegut com a Mikimoto, periodista de televisió i ràdio

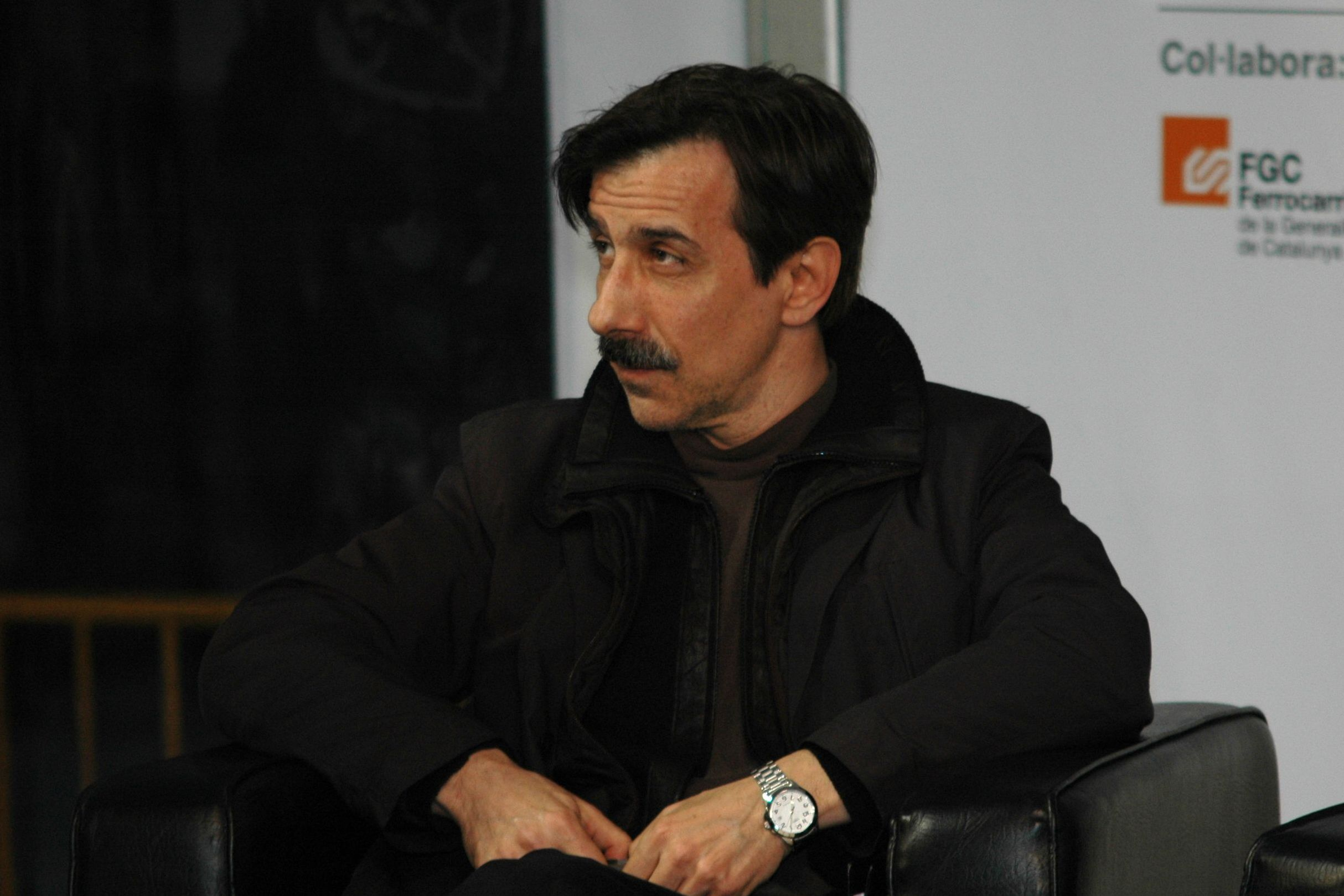
Jordi Boixaderas, actor de teatre i televisió i doblador de pel·lícules

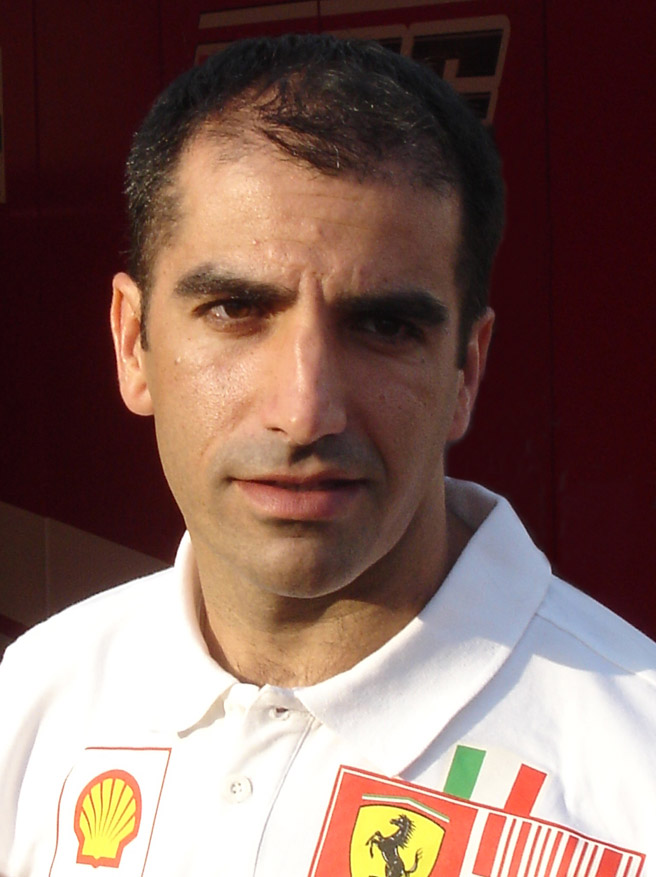
Marc Gené, pilot de Fórmula 1

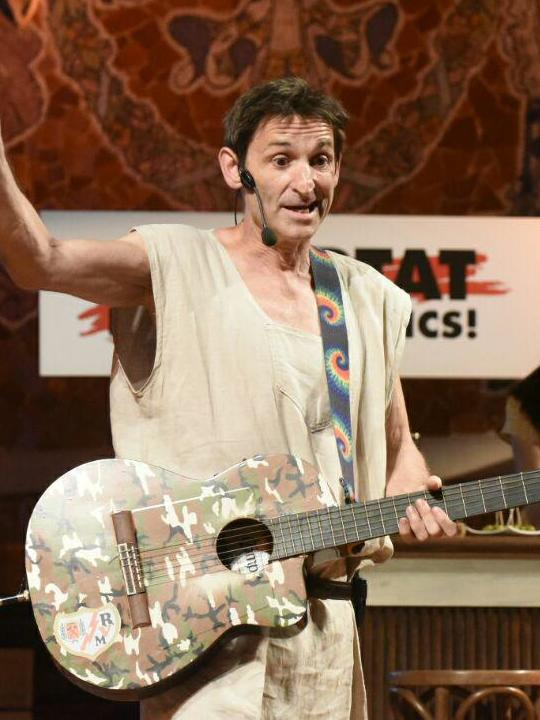
Albert Pla, cantautor i actor

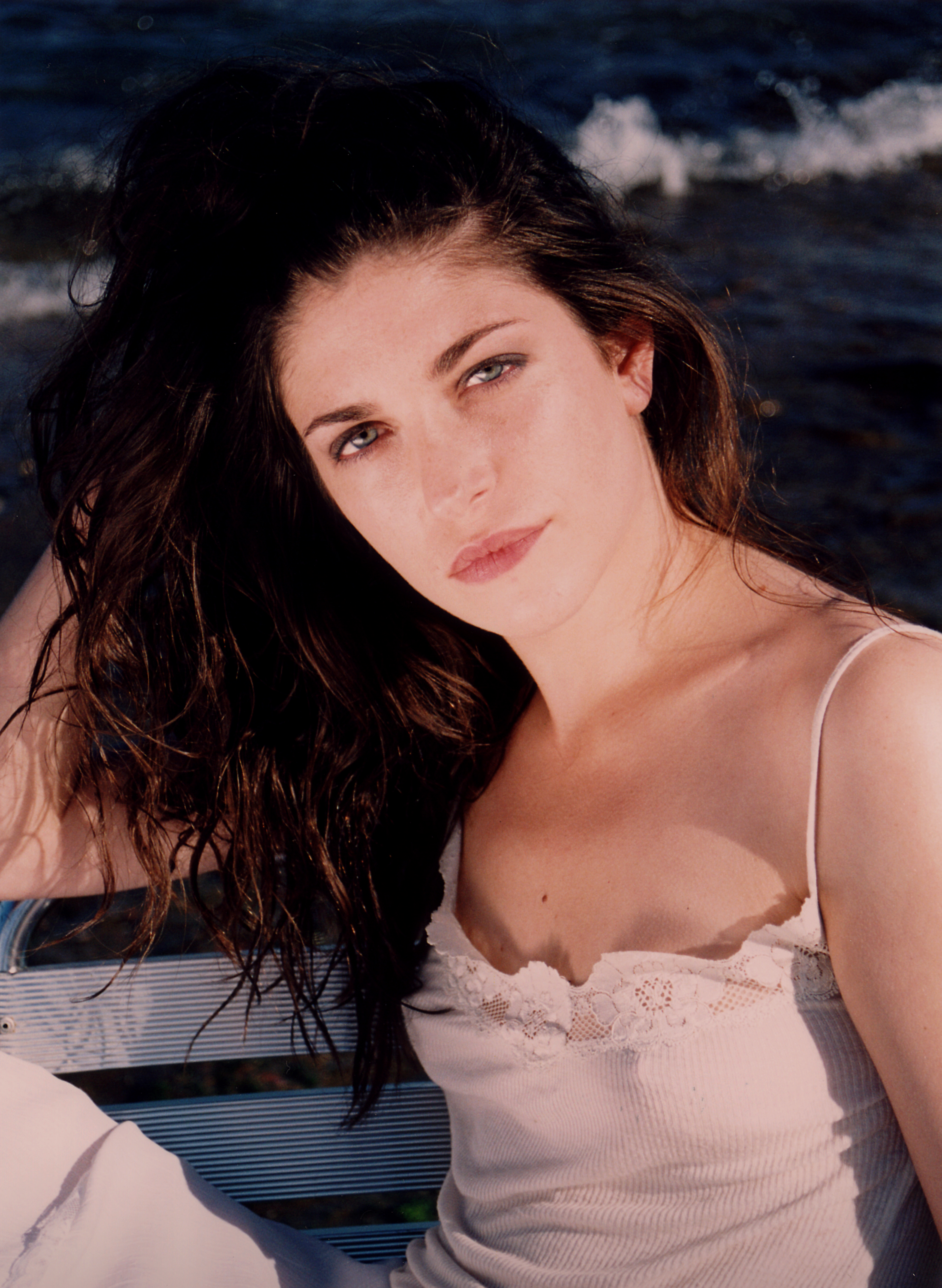
Marina Gatell, actriu de cinema, teatre i televisió

Aquesta és una llista de la gent notable o coneguda que ha nascut o exercit una funció important a Sabadell.

## Escriptors
Vegeu també: Categoria:Escriptors sabadellencs
- Fèlix Amat de Palou i Pont, escriptor, filòsof, lexicògraf i teòleg (1750-1824)
- Agnès Armengol i Altayó, escriptora i poetessa (1852-1932)
- Josep-Ramon Bach, escriptor
- Montse Barderi Palau, escriptora
- Ramon Barnils i Folguera, periodista (1940-2001)
- Marian Burgés i Serra, artista, pensador i escriptor (1851-1932)
- Miquel Carreras i Costajussà, escriptor i historiador (1905-1938)
- Lluís Carreras i Mas, escriptor i periodista (1884-1955)
- Antoni Clapés i Flaqué, escriptor
- Antoni Dalmases i Pardo, escriptor
- Jordi Domènech Soteras, poeta i traductor (1941-2003)
- Feliu Formosa i Torres, escriptor
- Miquel Forrellad Solà, escriptor
- Lluïsa Forrellad, escriptora
- Francesca Forrellad escriptora
- Francesc Garriga i Barata, escriptor
- Camil Geis i Parragueras, escriptor
- Josep Gòrriz i Verdú, escriptor
- Isidre Grau i Antolí, escriptor
- Joan Montllor i Pujal, excursionista i escriptor (1874-1960)
- Ramon Monton i Lara, escriptor i traductor
- Armand Obiols, Joan Prat i Esteve, escriptor (1904-1971)
- Joan Oliver i Sallarès, Pere Quart escriptor (1899-1986)
- Joan Prat i Esteve, escriptor
- Josep Rosell i Casablancas, escriptor (1891-1977)
- Leandre Roura i Garriga, escriptor
- Fèlix Sardà i Salvany, escriptor (1841-1916)
- Francesc Trabal i Benessat, escriptor (1899-1957)
- Josep Maria Trabal i Benessat, escriptor
- Esther Vivas, escriptora

## Periodistes
Vegeu també: Categoria:Periodistes sabadellencs
- - Xavier Bundó i Buil
  - Miquel Calçada i Olivella
  - Elisabet Carnicé i Domper
  - Montserrat Casals i Couturier
  - Roger Escapa Farrés
  - Plàcid Garcia-Planas Marcet
  - Antoni Padilla i Montoliu
  - Laura Rosel
  - Gemma Ruiz i Palà
  - Antoni Tortajada Estruch
  - Josep Gisbert Ortiz
  - Francesc Trabal i Benessat
  - Josep Maria Ureta i Buxeda
  - Ricard Ustrell i Garrido
  - Xavier Vinader i Sánchez

## Historiadors
Vegeu també: Categoria:Historiadors sabadellencs
- Antoni Bosch i Cardellach, metge i historiador (1758-1829)
- Miquel Carreras i Costajussà, escriptor i historiador (1905-1938)
- Andreu Castells i Peig, historiador, pintor i editor (1918-1987)
- Miquel Crusafont i Sabater, historiador i numismàtic (1942)
- Ricard Mas i Peinado, historiador (1966)
- Manuel Ribot i Serra, arxiver municipal (1859-1925)
- Albert Roig i Deulofeu, arqueòleg (1945)

## Arquitectes
- Gabriel Batllevell i Tort (1825 - 1910), arquitecte i mestre d'obres
- Enric Fatjó i Torras, arquitecte (1862-1908)
- Josep Renom i Costa, arquitecte municipal (1879-1930)

## Enginyers
Vegeu també: Categoria:Enginyers sabadellencs
- Ricard Estrada Arimon, enginyer tècnic agrícola i gestor mediambiental (1950)
- Isidre Grau i Antolí, enginyer químic i escriptor (1945)

### Enginyers industrials
Vegeu també: Categoria:Enginyers industrials sabadellencs
- Antoni Forrellad i Solà (1912 - 1983), enginyer industrial i empresari
- Juan Flórez Posada, polític i enginyer industrial (1876- 1933)
- Francesc Izard i Bas, enginyer industrial (1872-1957)
- Miquel Sampere i Oriach,enginyer industrial (1887-1940)
- Narcís Nunell i Sala, enginyer industrial (1842-1915)
- Josep Salvador i Roig, empresari i enginyer industrial (1914-1963)
- Ramon Vall i Rimblas, enginyer industrial (1923-1978)

## Científics
- Ferran Casablancas i Planell, industrial i inventor tèxtil (1874-1960)
- Miquel Crusafont i Pairó, paleontòleg (1910 - 1983)
- Enric Casassas i Simó, químic membre de l'IEC (1920-2000)
- Oriol Casassas i Simó, metge membre de l'IEC (1923)
- Joaquima Júdez i Fageda, psicòloga i pediatra Creu de Sant Jordi (1934)
- Pau Vila i Dinarès, geògraf (1881-1980)

## Polítics
Vegeu també: Categoria:Polítics sabadellencs
- Josep Cirera i Sampere (1849 - 1912), advocat i polític
- Teresa Claramunt i Creus, dirigent obrera i sindicalista (1862-1931)
- Pau Colomer i Oliver, (1851-1911)
- Avenir Rosell i Figueras, professor fill d'Albà Rosell (1907-?)
- Albà Rosell i Llongueras, pedagog anarquista i independentista (1881-1964)
- Fèlix Vilarrúbias i Busquets, advocat, periodista i batlle de Sabadell (1812-1884)
- Pere Turull i Sallent, industrial, polític i fundador de la Caixa d'Estalvis de Sabadell (1796-1869)

### Alcaldes
Vegeu també: Categoria:Alcaldes de Sabadell
- Miquel Bertran i Oleart (1891-1958)
- Josep Burrull i Bonastre (1922-2009)
- Manuel Bustos Garrido (1961)
- Salvador Camps i Gorina
- Feliu Crespí i Cirera (1833-1900)
- Antoni Cusidó i Cañellas (1861-1929), industrial i alcalde
- Antoni Farrés i Sabater (1945-2009)
- Josep Germà i Homet (1873-1936)
- Antoni Llonch i Gambús (1914-1974)
- Agustí Lluís (1752-segle xix)
- Magí Marcé i Segarra (1880-1967)
- Josep Maria Marcet i Coll (1901-1963)
- Joan Miralles i Orrit (1903-1977)
- Josep Moix i Regàs (1898-1973)
- Salvador Ribé i Garcia (1872-1844)
- Ricardo Royo Solé
- Joan Carles Sánchez Salinas (1971)
- Pere Turull i Sallent (1796-1869)
- Josep Vidal i Campaneria (1829-1893)
- Tomàs Viladot i Rovira (1834-1903)
- Fèlix Vilarrúbias i Busquets (1812-1884)

## Artistes
Vegeu també: Categoria:Artistes sabadellencs
Vegeu també la secció 'Arquitectes', més amunt

### Poetes
Vegeu també: Categoria:Poetes sabadellencs
Vegeu també la secció 'Escriptors', més amunt
- Marcel Ayats Corderas
- Agnès Armengol i Altayó
- Josep-Ramon Bach
- Antoni Clapés i Flaqué
- Jordi Domènech Soteras
- Joaquim Folguera i Poal
- Feliu Formosa i Torres
- Francesc Garriga i Barata
- Maria Gispert i Coll
- Armand Obiols
- Pere Quart
- Manuel Ribot i Serra

### Músics
Vegeu també: Categoria:Músics sabadellencs i Categoria:Grups de música de Sabadell
- Carles Belda, músic (1972)
- Agustí Borgunyó i Garriga, compositor (1894-1967)
- Montserrat Busqué i Barceló, pedagoga musical 1943-2008)
- Benet Casablancas i Domingo, compositor (1956)
- Narcís Casanoves i Bertran, compositor (1747-1799)
- Sergio Dalma, cantant (1964)
- Lluís Fernández Cabello, músic i compositor (1884-1940)
- Martí Fernández Cabello, violinista i compositor (1882-1960)
- Anna Fernández Recasens, professora de piano (1915-1995)
- Jordi Ferran, cantant (1960)
- Mirna Lacambra, soprano (1933)
- Antoni Oller i Biosca (1805-1877), músic compositor i pedagog
- Jaume Papell, cantant i compositor, fundador del grup Tancat per defunció.
- Albert Pla, cantautor (1966)
- Toni Ramon i Mimó, músic (1966-2007)
- Teresa Rebull, cantautora de les iniciadores de la nova cançó catalana 1919
- Josep Vila i Casañas, músic (1966)

### Pintors
Vegeu també: Categoria:Pintors sabadellencs
- Antoni Angle Roca, pintor (1924)
- Josep-Enric Balaguer i Pelegrí, pintor (1962)
- Alfons Borrell Palazón, pintor (1931)
- Càndida Bracons, pintora
- Ricard Calvo i Duran, pintor, dibuixant, gravador, il·lustrador (1940)
- Andreu Castells i Peig, historiador i pintor (1918-1987)
- Carles Got i Tatcher, pintor (1915-1977)
- Josep Madaula Canadell, pintor (1957)
- Isidre Manils, pintor (1948)
- Jaume Mercader, pintor
- Joaquim Montserrat Camps, pintor (1932)
- Gabriel Morvay, pintor
- Frederic Oliver i Buxó, pintor (1833-1904)
- Xavier Oriach i Soler, pintor (1927)
- Assumpció Oristrell i Salvà, pintora
- Francesc Planas Doria, pintor
- Ramon Puig Artigas, "Werens", pintor (1967)
- Jordi Roca i Tubau, 1933
- Antoni Vila Arrufat, pintor (1894-1989)
- Joan Vila i Cinca, pintor (1856-1938)
- Joan Vila Puig, pintor (1890-1963)
- Joan Vilacasas, nom amb què signava l'obra Joan Vila i Casas, pintor i escriptor (1920-2007)
- Oriol Vilapuig, pintor
- Joan Vilatobà i Fígols, fotògraf i pintor (1878-1954)
- Màrius Vilatobà i Ros, pintor (1907-1969)

### Escultors
- Camil Fàbregas Dalmau, escultor (1906-2003)
- Antoni Marquès, escultor (1956)

### Cineastes
- Marçal Ballús i Bertran, odontòleg i pioner de la cinematografia a Catalunya (1871-1937)
- Francesc Bellmunt, director de cinema (1947)
- Josep Torrents i Garcia, Pep Torrents, actor, director i doblador (1943)

### Actors
Vegeu també: Categoria:Actors sabadellencs
- Jordi Boixaderas i Trullàs, actor i doblador (1959)
- Teresa Cunillé i Rovira, actriu (1924)
- Marina Gatell, actriu (1979)
- Ramon Madaula i Canadell, actor (1962)
- Mercè Martínez, actriu (1976)
- Sergi Mateu i Vives, actor (1955)
- Maty Mont, actriu i vedet (1919-1973)
- Mariona Ribas, actriu (1984)
- Josep Torrents i Garcia, Pep Torrents, actor, director i doblador (1943-2011)
- Domènec Vilarrasa i Pérez, actor (1923)
- Josep Seguí i Pujol, actor de teatre i comentarista televisiu.
- Joana Vilapuig, actriu
- Mireia Vilapuig, actriu
- Marc Balaguer, actor
- Jaume Madaula, actor
- Octavi Pujades, actor
- Anna Andreu Iglesias, actriu, directora

## Esportistes
Vegeu també: Categoria:Esportistes sabadellencs i Categoria:Futbolistes sabadellencs
- Roger Garcia Junyent, exfutbolista professional (1976)
- Òscar Garcia Junyent, exfutbolista professional (1973)
- Jordi Gené, pilot professional de la WTCC per l'equip Seat (1970)
- Marc Gené, pilot de Fórmula 1 (1974)
- Moisés Hurtado Pérez, futbolista (1981)
- David Meca, nedador de llarga distància (1974)
- Oleguer Presas, futbolista del FC Barcelona (1980)
- Kílian Jornet i Burgada, esquiador de muntanya i corredor de muntanya (1987)

## Altres
- Francesc Bellapart, (Sant Joan de les Abadesses, 1839 - Sabadell, 1885), mestre
- Jaume Marquet Cot, també conegut com a "Jimmy Jump".
- Mateu Morral Roca, anarquista responsable de l'atemptat contra Alfons XIII el 31 de maig de 1906 (1880 - 1906)
- Pau Alguersuari i Pascual (1836-1907), industrial tèxtil i inventor
- Josep Oliu i Creus, banquer
- Miquel Arimon i Marcé (1882 - 1936), industrial tèxtil i polític
- Josep Maria Arnella i Gallego (1918-1945), periodista i escriptor
- Gabriel Clausellas i Aymerich (1883-1928), arxiver municipal
- Antoni de Paula Avellaneda i Manaut (1895-1952), escriptor, funcionari municipal i teòric tèxtil
- Francesc Baygual i Bas (1899-1936), industrial tèxtil
- Bonaventura Bellsolà (1788 - segle xix), prevere
- Benjamín García Castillo (1919-1984), fuster, electricista, professor i sindicalista
- Aleix Bofí i Llobet (1780-1866), pagès
- Fermí Abad i Ribera (1884-1952), fotògraf artístic i empresari
- Jaume Pujades i Alzina (1638/40 - 1698), metge